# Spelaeochthonius dorogawaensis
Espèce
Synonymes
- Spelaeochthonius kobayashii dorogawaensis Morikawa, 1956

Spelaeochthonius dorogawaensis est une espèce de pseudoscorpions de la famille des Pseudotyrannochthoniidae.

## Distribution
Cette espèce est endémique de la préfecture de Nara au Japon. Elle se rencontre à Tenkawa dans la grotte Menfundo-no-iwaya.

## Description
Le mâle holotype mesure 2,54 mm.

## Systématique et taxinomie
Cette espèce a été décrite sous le protonyme Spelaeochthonius kobayashii dorogawaensis par Morikawa en 1956. Elle est considérée comme une sous-espèce d'Allochthonius kobayashii par Morikawa en 1960, elle suit son espèce dans le genre Pseudotyrannochthonius en 1967. Elle est élevée au rang d'espèce dans le genre Spelaeochthonius par You, Yoo, Harvey et Harms en 2022.

## Étymologie
Son nom d'espèce, composé de dorogawa et du suffixe latin -ensis, « qui vit dans, qui habite », lui a été donné en référence au lieu de sa découverte, Dorogawa.

## Publication originale
- Morikawa, 1956 : « Cave pseudoscorpions of Japan (I). » Memoirs of Ehime University, Sect. II, sér. B, vol. 2, p. 271-282.